# Birkir Már Sævarsson
Birkir Már Sævarsson (* 11. listopadu 1984, Reykjavík, Island) je islandský fotbalový obránce či záložník a reprezentant, který v současnosti působí v klubu Hammarby IF.

## Klubová kariéra
Na Islandu hrál za Valur, se kterým vyhrál islandský fotbalový pohár (2005), 1. islandskou ligu (2007) a islandský ligový pohár (2008). V roce 2008 odešel do Norska do týmu SK Brann. V roce 2015 se upsal švédskému klubu Hammarby IF.

## Reprezentační kariéra
Már Sævarsson odehrál v roce 2006 tři zápasy za islandský reprezentační výběr U21.
V A-mužstvu Islandu debutoval 2. června 2007 v kvalifikačním zápase proti Lichtenštejnsku (remíza 1:1). Zúčastnil se kvalifikace na Mistrovství světa ve fotbale 2014 v Brazílii, v níž Island postoupil až do baráže, kde se střetl s Chorvatskem a podlehl mu v dvojzápase 0:0 a 0:2.
Dvojice trenérů islandského národního týmu Lars Lagerbäck a Heimir Hallgrímsson jej zařadila do závěrečné 23členné nominace na EURO 2016 ve Francii, kam se Island probojoval z kvalifikační skupiny A (byl to zároveň premiérový postup Islandu na Mistrovství Evropy). Na evropském šampionátu se islandské mužstvo probojovalo až do čtvrtfinále, kde podlehlo Francii 2:5 a na turnaji skončilo.